# Masjed Soleiman

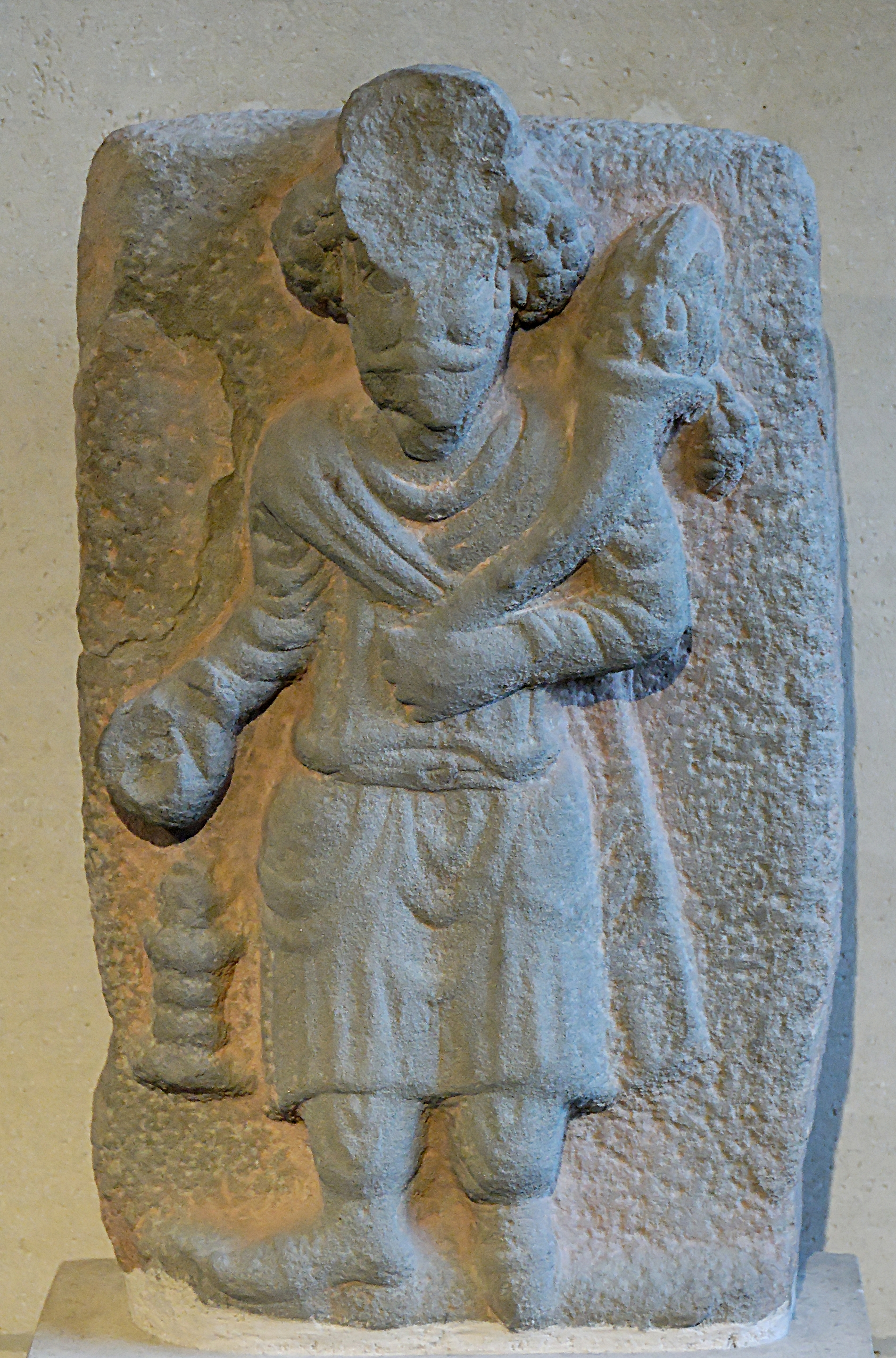
Rey parto, haciendo una ofrenda al dios Hércules - Verethragna. Masdjid-e Suleiman, Irán. Siglo II-III d.C. Museo del Louvre Sb 7302.

Masjed Soleiman (en persa, مسجدسلیمان) [a] es una ciudad situada situada en el distrito central del condado de Masjed Soleiman, en la provincia de Juzestán (Irán), que sirve como capital tanto del condado como del distrito.

## Historia
La ciudad de Masjed Soleiman se encuentra entre las ciudades antiguas del temprano imperio mesopotámico de Elam, que originalmente era conocido como Assak, pero que fue rebautizado como Parsomash por los primeros aqueménidas. Las excavaciones de Ghirshman en 1955 en la zona de Masjed Soleiman le llevaron a creer que Parsomash (actual Masjed Soleiman) era la capital más antigua del reino aqueménida.

## Demografía
En Masjed Soleyman vive una gran comunidad bajtiari, de la tribu Haft-lang. Los bajtiaris ocupan la zona montañosa del suroeste de Persia que se encuentra aproximadamente entre las longitudes 31 a 34 N y 48 40' a 51 E, limitada al sur por las llanuras de Juzestán y al norte por los distritos de Chahar Mahal, Faridan y Jonsar, donde la meseta central iraní se funde con la gran cordillera del sur. Los bajtiaris eran seminómadas y su sustento dependía de la supervivencia de sus rebaños de ovejas, ganado vacuno y caballos. Las cuatro divisiones tribales principales de Haft Lang son Duraki, Babadi, Bakhtiarwand y Dinaruni, que a su vez se dividen en clanes menores.
En el momento del censo nacional de 2006, la población de la ciudad era de 106.121 habitantes, repartidos en 22.393 hogares. El siguiente censo, el de 2011, contabilizó 103.369 personas distribuidas en 24.577 hogares. El censo de 2016 midió la población de la ciudad en 100.497 personas repartidas en 26.502 hogares.

## Tiempo
En Masjed Soleiman, los veranos son largos, sofocantes, áridos y claros, y los inviernos son frescos, secos y mayormente claros. La mejor época del año para visitar Masjed-Soleyman es desde mediados de octubre hasta finales de noviembre. Masjed Soleyman está clasificado como un lugar de clima semiárido cálido (clasificación climática de Köppen: BSh).

## Municipio de Masjed Soleiman
El Municipio de Masjed Soleiman es una organización pública no gubernamental que fue fundada en 1960  y administra la ciudad de Masjed Soleiman. El municipio de Masjed Soleiman se convirtió en miembro de la Unión Internacional de Municipios por decisión de la Organización de la Unión de Municipios de Irán en año 1960.

## Lista de alcaldes
Con el establecimiento de las asociaciones estatales y provinciales, el alcalde esta designado o destituido por el voto de la asociación de la ciudad.
| Alcaldes de la Masjed Soleiman antes de la revolución de 1979 | Alcaldes de la Masjed Soleiman antes de la revolución de 1979 |
| Nombre y apellido                                             | Tiempo de permanencia                                         |
| ------------------------------------------------------------- | ------------------------------------------------------------- |
| Ali Asghar Nuri Fayazi                                        | 1960 a 1961                                                   |
| Hossein Ziai                                                  | 1961 a 1966                                                   |
| Abdul Reza Nusrat                                             | 1961 a 1961                                                   |
| Abdul Nabi Behnam                                             | 1966 a 1968                                                   |
| Ali Asghar Soleimani Nouri                                    | 1968 a 1969                                                   |
| Mohamed Ibrahim Ahmadi                                        | 1969 a 1970                                                   |
| Dara Hazini Bahramabadi                                       | 1970 a 1972                                                   |
| Seyyed Mohammad Jandaghi                                      | 1972 a 1973                                                   |
| Iraj Hashemi                                                  | 1973 a 1974                                                   |
| Seyyed Mohammad Hossein Ziaei                                 | 1974 a 1975                                                   |
| Alidad Taghipour                                              | 1975 a 1976                                                   |
| Alí Moghimi                                                   | 1976 a 1978                                                   |

Desde 1978 hasta ahora, las siguientes personas han sido designadas para el cargo de municipio de Masjed Soleiman.
| Alcalde                      | Comienzo del mandato     | Fin del mandato    | Duración |
| ---------------------------- | ------------------------ | ------------------ | -------- |
| Seyyed Mohammad Nikorosh     | 1978                     | 1980               | 1 año    |
| Seyed Mohsen Jozi            | 1980                     | 1983               | 3 años   |
| Ali Akbar Dehkordi           | 1983                     | 1985               | 2 años   |
| Darvish Ali Karimi           | 1985                     | 1988               | 3 años   |
| Seyed Hamid Hassanzadeh      | 1988                     | 1990               | 2 años   |
| Gholam Reza Sorahi           | 1990                     | 1992               | 2 años   |
| Abdul Reza Alami Nisi        | 1992                     | 1996               | 4 años   |
| Adl Hashemi                  | 1996                     | 1999               | 3 años   |
| Ghulam Zamanpour             | 1999                     | 2001               | 2 años   |
| Firdous Karimi Alkohi        | 2001                     | 2004               | 3 años   |
| Seyyed Rasool Salehi         | 2004                     | 2007               | 3 años   |
| Ali Madd Hashempour          | 2007                     | 2009               | 2 años   |
| Mehrab Philosopher           | 2009                     | 2012               | 3 años   |
| Peyman Molai                 | 2012                     | 2013               | 1 año    |
| Khalil Heydari               | 2013                     | 2016               | 3 años   |
| Abdullah Ghasemi Saleh Babri | Junio de 2016            | Agosto de 2017     | 1 año    |
| Shaham Soleimani             | Diciembre de 2017        | Septiembre de 2019 | 2 años   |
| Navid Shabani                | 12 de septiembre de 2019 | Septiembre de 2020 | 1 año    |
| Peyman Molai                 | Noviembre de 2020        | Agusto de 2021     | 1 año    |
| Arash Ghanbari               | Diciembre de 2022        | Febrero de 2023    | 1 año    |
| Mohammad Khosravi            | Junio de 2024            | Actualidad         |          |